# درخت در یک لوله آزمایش
درخت در یک لوله آزمایش (انگلیسی: The Tree in a Test Tube) یک فیلم کوتاه آمریکایی با هنرنمایی لورل و هاردی است که در سال ۱۹۴۲ توسط وزارت کشاورزی ایالات متحده آمریکا تهیه و توسط سازمان جنگل‌داری ایالات متحده آمریکا منتشر شد.
این فیلم، تنها فیلم حرفه‌ای رنگی از لورل و هاردی است که از آن دوران بازمانده و به‌صورت ۱۶ میلی‌متری کُداکروم فیلم‌برداری شده‌است. آواز یاغی که به‌صورت تکنی‌کالر فیلم‌برداری شده‌است، امروزه یک فیلم گمشده محسوب می‌شود و نسخه‌ای از آن در دست نیست.